# Al-Humayra
Al-Humayra (tiếng Ả Rập: Tiếng Ả Rập) là một ngôi làng của Syria ở huyện An-Nabek thuộc tỉnh Rif Dimashq. Theo Cục Thống kê Trung ương Syria (CBS), Al-Humayra có dân số 1.740 người trong cuộc điều tra dân số năm 2004.